# William G. Webster junior

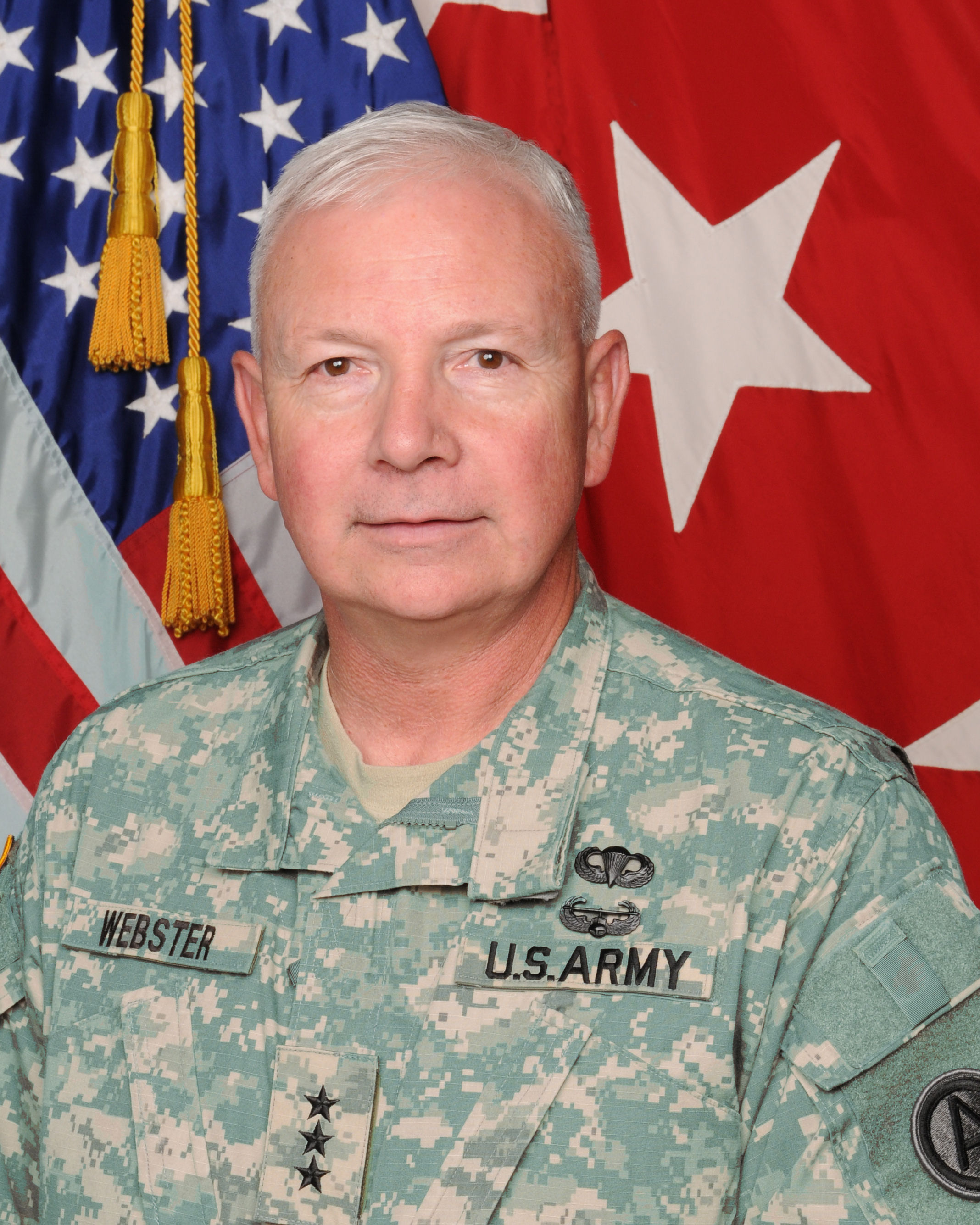
William G. Webster

William Glenn Webster (* 3. Juli 1951 in Baton Rouge, Louisiana) ist ein pensionierter Generalleutnant der United States Army. Er kommandierte unter anderem die 3. Armee.
In den Jahren 1971 bis 1974 durchlief William Webster die United States Military Academy in West Point. Nach seiner Graduation wurde er als Leutnant in das US-Heer aufgenommen. In der Armee durchlief er anschließend alle Offiziersränge bis zum Dreisterne-General. Dabei führte er, seinem jeweiligen Rang entsprechend, Kommandos auf fast allen militärischen Ebenen.
Während seiner Militärzeit absolvierte er unter anderem das Command and General Staff College, das United States Army War College und die School of Advanced Military Studies, die auch ein Teil des Command and General Staff Colleges ist.
In den ersten Jahren seiner Militärzeit bekleidete William Webster seinem damals noch niedrigen Rang entsprechend die für junge Offiziere typischen Ämter. Er war unter anderem als Zugführer und als Stabsoffizier eingesetzt. Dabei war er hauptsächlich in den Vereinigten Staaten, zwischenzeitlich aber auch in Deutschland stationiert. Zwischen 1988 und 1991 gehörte er dem Stab der Joint Chiefs of Staff in Washington, D.C. an. Anschließend war er Bataillonskommandeur bei der 4. Infanteriedivision in Fort Carson. Nach einer kurzen Zwischenstation als Dozent und Ausbilder am National Training Center in Kalifornien wurde er nach Fort Hood in Texas versetzt, wo er in den Jahren 1995 bis 1997 die 1. Brigade der 1. Kavalleriedivision kommandierte. Zwischenzeitlich wurde er dabei nach Südkorea versetzt.
Nach seiner Rückkehr wurde William Webster zunächst Stabsoffizier für militärische Operationen bei der 3. Infanteriedivision. Mit dieser Division wurde er für einige Zeit nach Kuwait versetzt. Danach leitete er von 1998 bis 2000 den National Training Center. Daran schlossen sich weitere Aufgaben als Generalstabsoffizier an. Im Jahr 2003 nahm er als stellvertretender Kommandeur der 3. Arme am Irakkrieg teil.
Im September 2003 übernahm William Webster das Kommando über die 3. Infanteriedivision. Diese hatte ebenfalls am Irakkrieg teilgenommen und wurde nun in die Vereinigten Staaten zurückverlegt. Nach einer Umstrukturierung der Division wurde sie im Januar 2005 erneut in den Irak verlegt. Dort übernahm sie die Kontrolle über die Multinational Division-Bagdad und war verantwortlich für den Großraum Bagdad. Diese Vorgänge fielen alle in Websters Zeit als Divisionskommandeur, die im Juni 2006 endete.
Von 2007 bis 2009 war Webster stellvertretender Kommandeur des United States Northern Commands, das sein Hauptquartier auf der Peterson Space Force Base in Colorado hat. Am 4. Mai 2009 erhielt William Webster den Oberbefehl über die 3. Armee, die auch unter dem Namen United States Army Central bekannt ist. Dabei trat er die Nachfolge von James J. Lovelace an. Dieses Kommando bekleidete er bis zum Juni 2011. Nachdem er sein Amt an seinen Nachfolger Vincent K. Brooks übergeben hatte, ging er in den Ruhestand. 

## Orden und Auszeichnungen
William Webster erhielt im Lauf seiner militärischen Laufbahn unter anderem folgende Auszeichnungen:
- Defense Distinguished Service Medal
- Army Distinguished Service Medal
- Defense Superior Service Medal
- Legion of Merit (5-Mal)
- Bronze Star Medal  (2-Mal)